# N. John Habraken

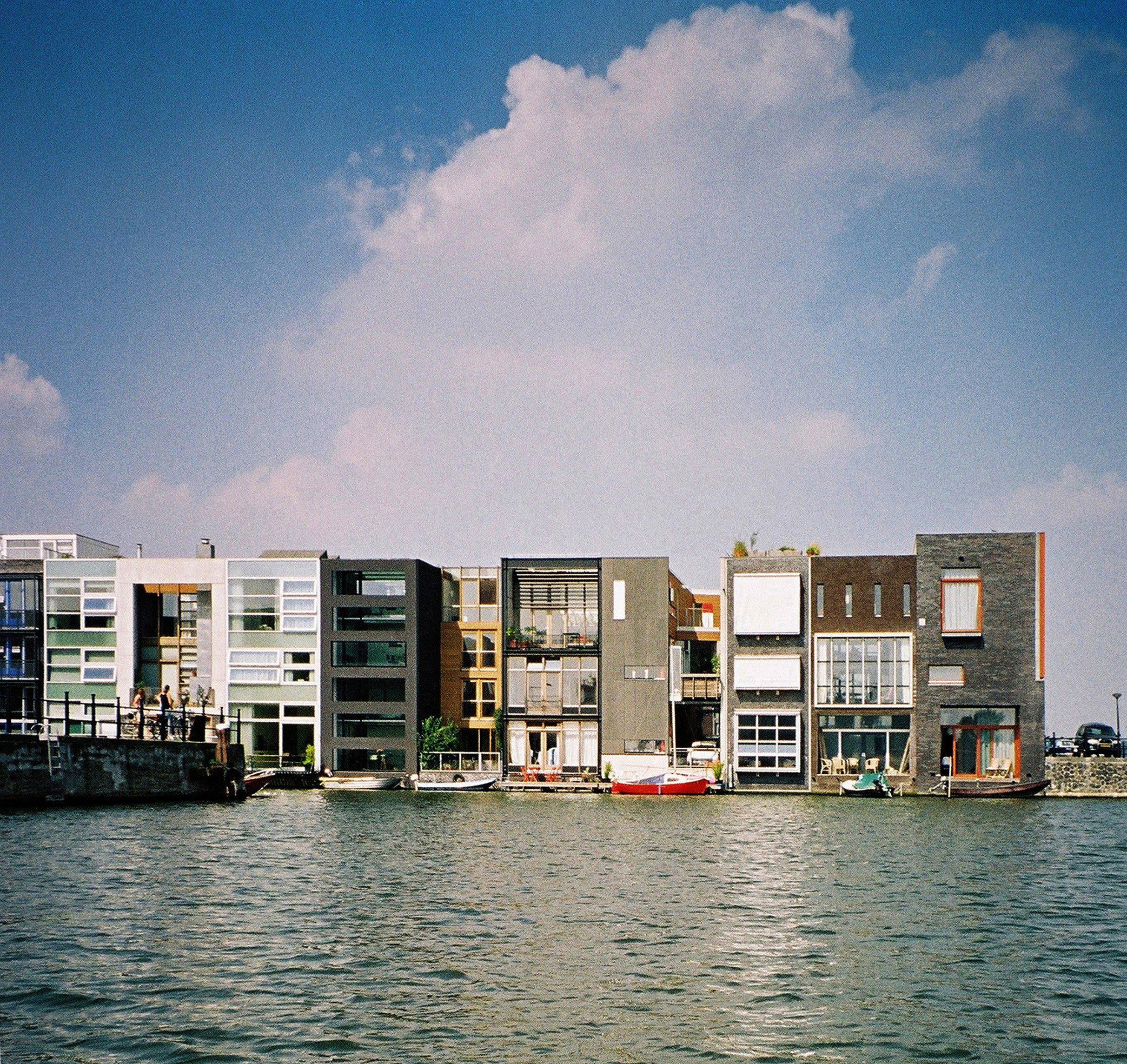
1997, Amsterdam Scheepstimmermanstraat, Partizipation, „Kubistischer Baustil“, Masterplan und Koordination West 8 (Adriaan Geuze), Entwurf der Häuser durch verschiedene Architekten

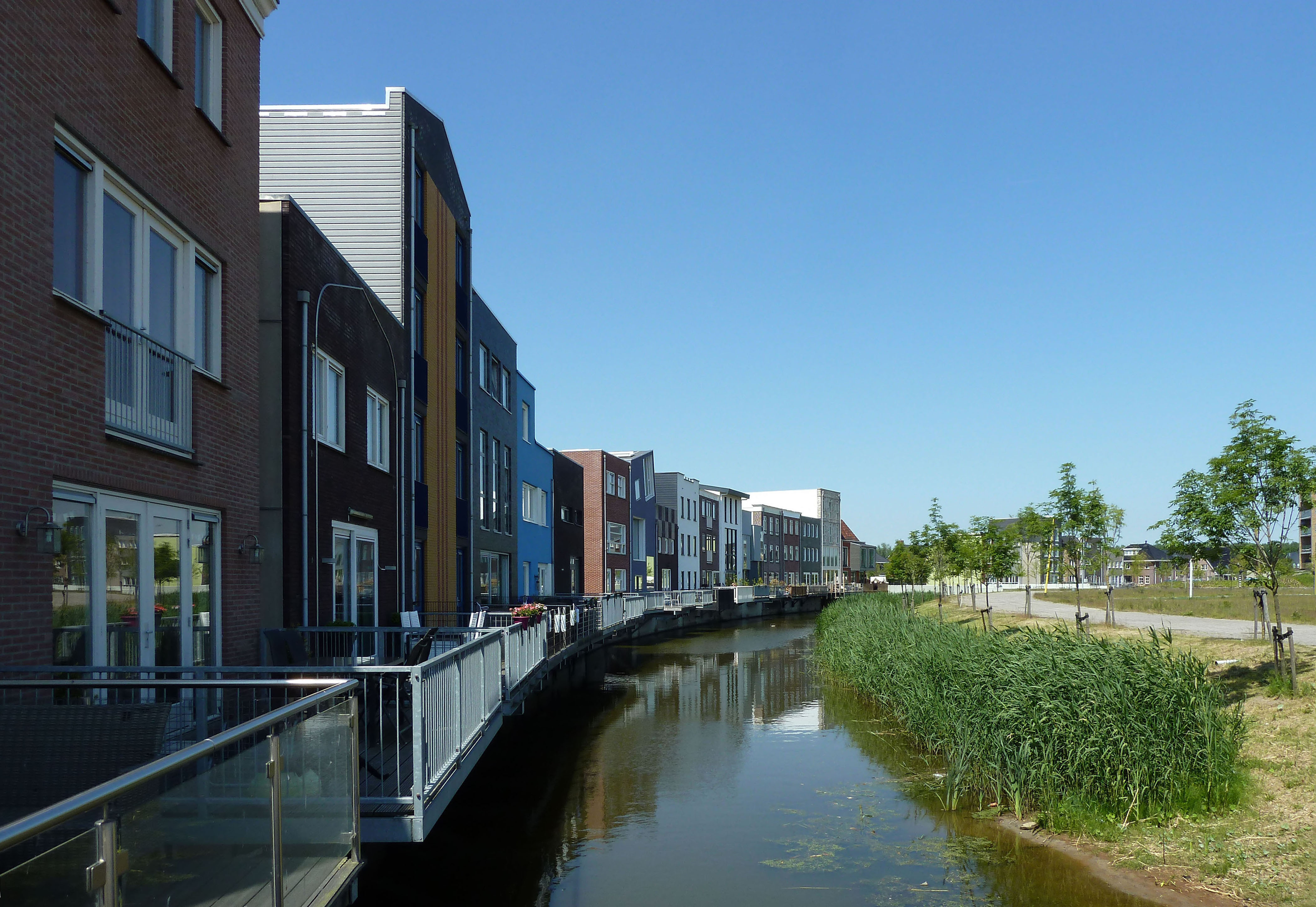
2012, Almere Homeruskwartier, „Stilmix“, Masterplan und Koordination OMA, Entwurf der Häuser durch Architekten und Hausbesitzer. Weitere Abbildungen siehe unten

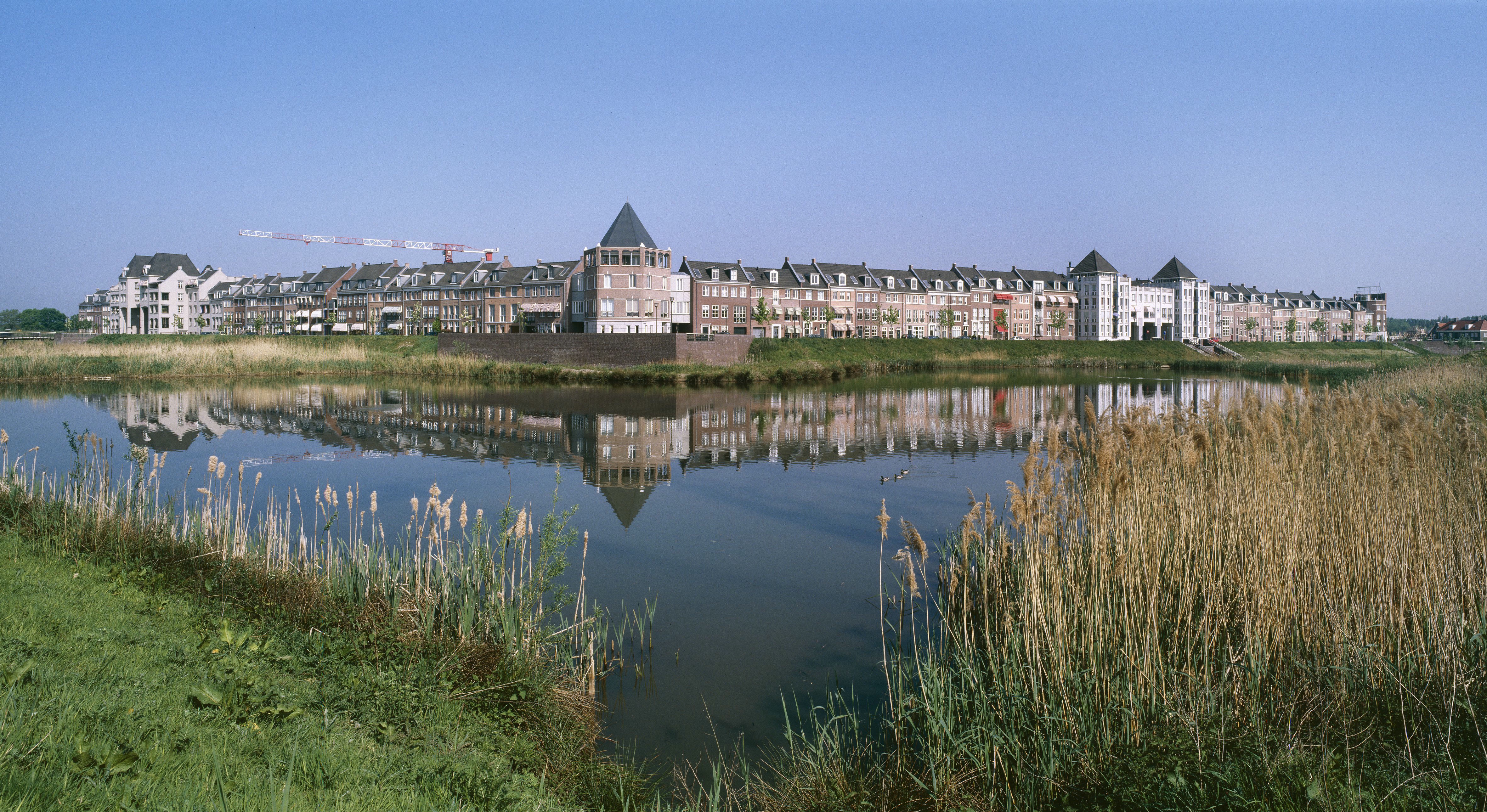
2005, Brandevoort, „Traditionalistischer Baustil“, Masterplan und Koordination Rob Krier, Entwurf der Häuser durch verschiedene Architekten mit individuellen Auftraggebern

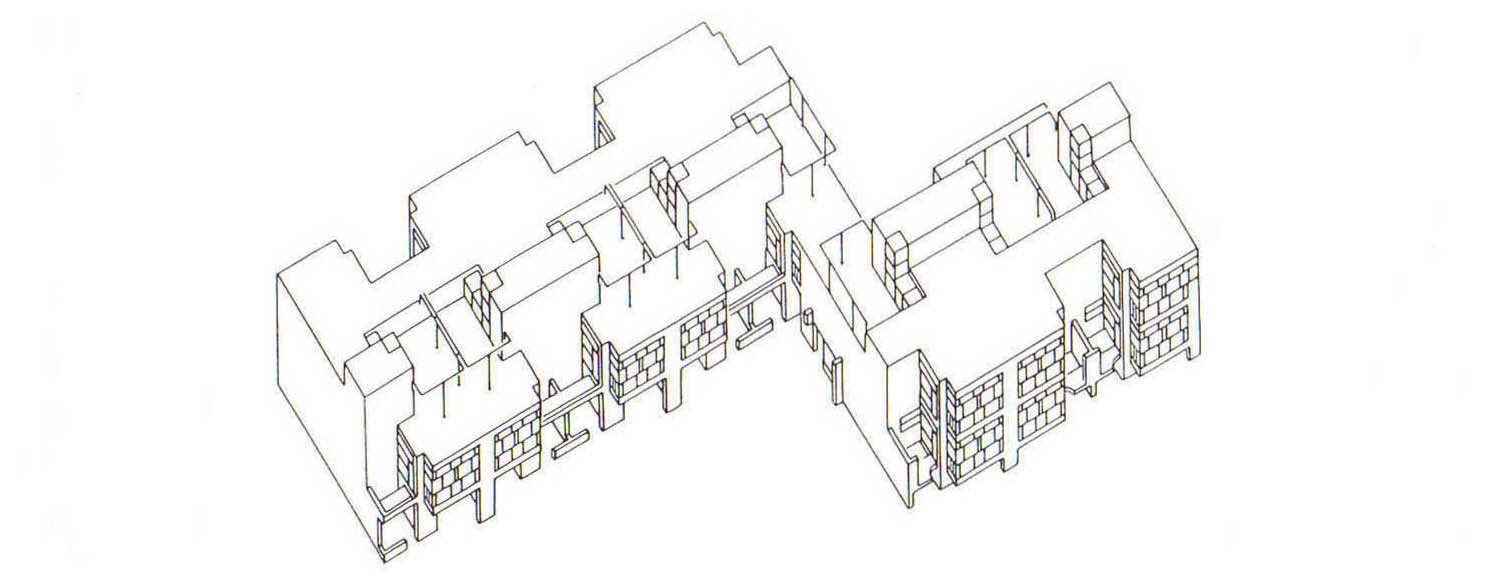
1971, Delft Diagoon-Häuser, „Architektur als Halbprodukt“, Siedlungsplan und Architektur Herman Hertzberger, Grundstruktur für Mitbestimmung

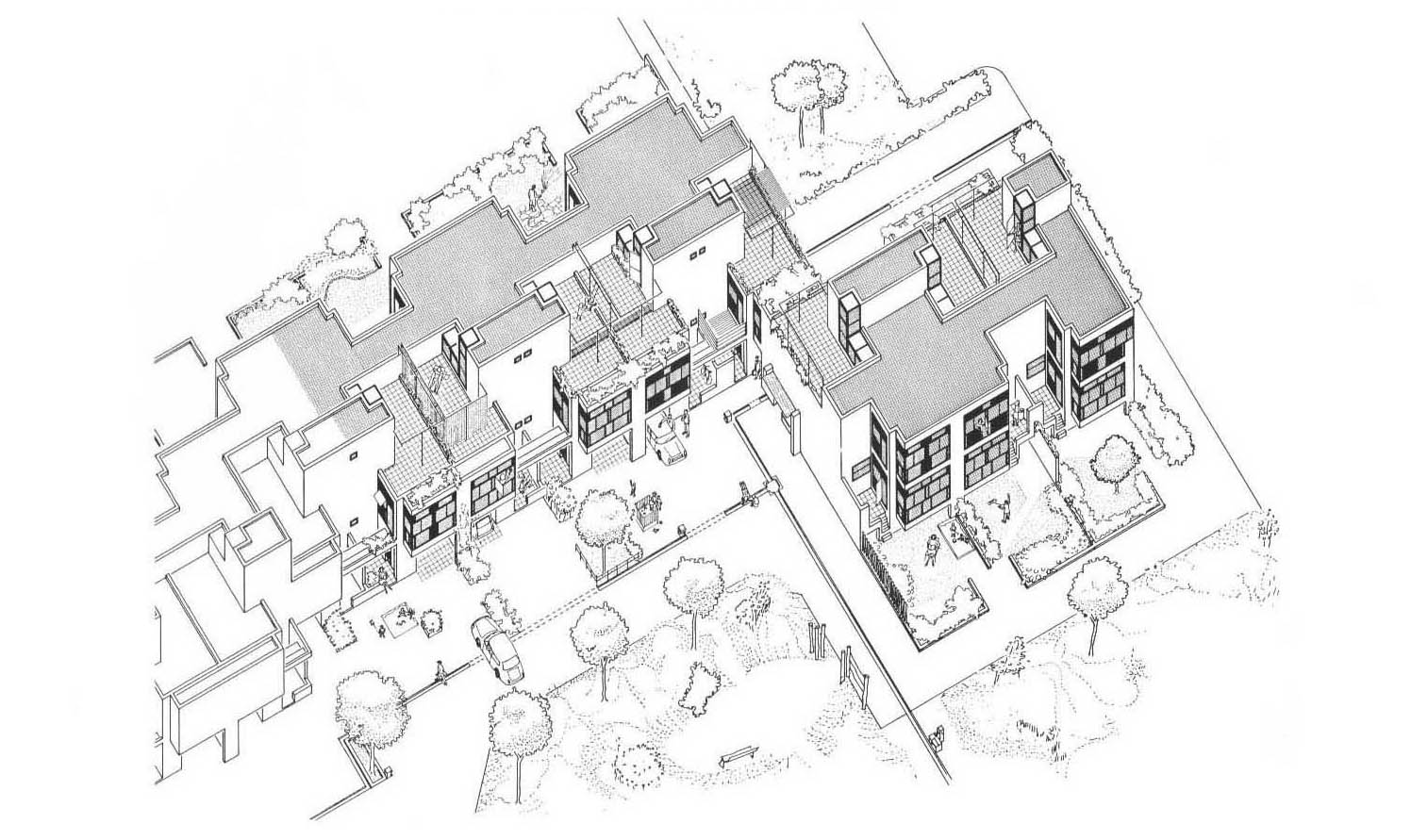
Mitbestimmung der Bewohner: Innenraum, Fassade und Umgebungsgestaltung

N. (Nicolaas) John Habraken (* 29. Oktober 1928 in Bandung, Niederländisch-Indien; † 21. Oktober 2023 in Apeldoorn) war ein niederländischer Architekt, Architekturlehrer, Theoretiker und Autor. Sein Themenbereich war die Partizipation im Massenwohnungsbau, bei der die Bewohner aktiv teilnehmen am Entwurfsprozess. Das visuelle Resultat seiner Theorie ist die Architektur der munteren Vielfalt. In der internationalen Architektur wird Habraken als wichtigster Protagonist der Partizipationsbewegung gesehen und sein Buch Die Träger und die Menschen aus dem Jahr 1961 ist das Manifest und der Beginn dieser Bewegung. Das Thema Partizipation im Wohnungsbau ist ein Teilaspekt der Architekturströmung Strukturalismus. Für sein Werk erhielt Habraken verschiedene nationale und internationale Architekturpreise.

## Entstehung der Partizipation im Wohnungsbau
1961 - Das Buch De dragers en de mensen (Die Träger und die Menschen) erscheint in Amsterdam. Es wird später in verschiedene Sprachen übersetzt.
1965 - Habraken wird Direktor der Forschergruppe SAR (Stiftung Architekten Research), die Vorschläge zur Realisierung der Gebraucherpartizipation im Wohnungsbau entwickelt.
1967 - In Eindhoven entsteht eine zweite niederländische Architekturschule auf Universitätsniveau (TU Eindhoven). Habraken erhält den Auftrag, die neue Fakultät einzurichten und die erste Professur zu übernehmen.
1975 - Habraken wird Leiter der Architekturabteilung des MIT (Massachusetts Institute of Technology in Cambridge, USA). Diese Funktion hat er bis 1981, danach arbeitet er als Architekturprofessor bis 1989.

## Wortwelt und Bildwelt
Es ist auffallend, dass Habraken bei der ersten Publikation Die Träger und die Menschen keine Bilder verwendet. Seine Theorie wird weitgehend innerhalb der „Wortwelt“ entwickelt, wobei er den Standpunkt der Bewohner vertritt. Die Umsetzung der Theorie in die Praxis wird laut Habraken „den Architekten“ überlassen. Die interessanteste neue „Bildwelt“ entsteht außerhalb des Habraken-Kreises. Angeregt durch das Prinzip „Struktur und Einfüllung“ liefern die sogenannten Forum-Architekten (später Strukturalisten genannt) Jacob Bakema und Herman Hertzberger die ersten Vorbilder. Bakema zeigt in der Zeitschrift Forum 2/1962 das Partizipationsprojekt „Fort l’Empereur“ von Le Corbusier, im Weiteren den zu einer Stadt verbauten Diokletian-Palast in Split und Vorschläge für erweiterbare Wohnhäuser. Herman Hertzberger publiziert in der gleichen Zeitschrift Artikel über die „Wechselseitigkeit der Form“ und „Identität der Bewohner“. Seine Vorbilder sind die historischen Arenen von Arles und Lucca, die zu einer Stadt umgebaut, verändert und wieder abgebaut wurden. Abbildungen von Arles, Lucca und Split werden beim englischen Artikel Structuralism (architecture) gezeigt.

## Wohnsiedlungen mit Partizipation in den Niederlanden
Die Theorie von John Habraken hat nicht nur in den Niederlanden, sondern auch in Deutschland, Österreich und andern Ländern zu wegweisenden Partizipationsprojekten geführt. Von den niederländischen Projekten, die oft in internationalen Architekturpublikationen erschienen sind, werden anschließend vier vorbildliche Beispiele und als fünftes ein umstrittenes Projekt aus Den Haag gezeigt:
1971 Delft Diagoon-Häuser - 1972 Apeldoorn Centraal Beheer - Architektur als Halbprodukt. Bei der Partizipation spricht Herman Hertzberger über Architektur als Halbprodukt, das individuell eingefüllt wird durch die Benutzer. Die Gruppe der acht Diagoon-Häuser ist ein Teilprojekt einer größeren und übersichtlich gestalteten Siedlungsform. Für den Siedlungsplan und die Koordination ist Herman Hertzberger verantwortlich. Die Mitbestimmung der Bewohner ist für den Innenraum, die Fassade und die Umgebungsgestaltung vorgesehen. - Der Innenraum des Bürogebäudes Centraal Beheer von Herman Hertzberger ist ebenfalls für Partizipation entworfen, für die Mitarbeiter und Angestellten. Bei allen Geschoßen ist die Basisstruktur ein Gridiron-Plan (regelmäßiger Straßenplan), der individuell eingefüllt werden kann, sowohl in den Bürobereichen als auch im zentralen allgemeinen Bereich.
1997 Amsterdam Scheepstimmermanstraat - Kubistischer Baustil. Masterplan und Koordination West 8 (Adriaan Geuze). Für die Bewohner im Wohndistrikt Borneo-Sporenburg war die Wahl des Baustils und des Architekten relativ frei. Adriaan Geuze war aber verantwortlich für das Gesamtbild und die Harmonie des Ensembles. Satteldächer und Fantasieformen kommen bei diesem Projekt nicht vor. (Abb. sh. oben)
2005 Helmond Brandevoort - Traditionalistischer Baustil. Masterplan und Koordination Rob Krier. Die Entwürfe der Wohnhäuser stammen von verschiedenen Architekten mit individuellen Auftraggebern. Da bei der Partizipationsbewegung die Baustile durch die Bewohner bestimmt werden, gehört auch dieses Projekt mit den traditionalistischen Satteldachbauten dazu. Dabei ist anzumerken, dass der Traditionalismus in den Niederlanden immer noch mit Skepsis beurteilt wird durch die Architektenelite. Das kommt daher, weil der Traditionalismus von 1920 bis 1950 eine dominante und danach eine umstrittene Strömung war in der niederländischen Architektur. (Abb. sh. oben)
2012 Almere Homeruskwartier - Stilmix. Masterplan und Koordination OMA. Von allen hier gezeigten Projekten hat das Homeruskwartier einen der interessantesten Masterpläne, der eine Einheit zustande bringt bei den unterschiedlichen Formen, Baustilen und Bauhöhen. Der Masterplan ist einfach, einprägsam und übersichtlich. Das Homeruskwartier ist für viele Bewohner, Beamte und Architekturstudenten aus dem In- und Ausland zu einem Vorzeigeprojekt geworden. In der Fachliteratur wird heute in Bezug auf die Bewohnerspartizipation über „Possibilities and Limitations“ (Möglichkeiten und Grenzen) im öffentlichen Raum geschrieben. Beim Homeruskwartier kann über dieses Thema ausführlich diskutiert werden, da sehr unterschiedliche Bauten und Bau-Ensembles vorkommen, von eleganten Kunstwerken bis zu eigenwilligen Amateurwerken. (Abb. sh. oben und unten)

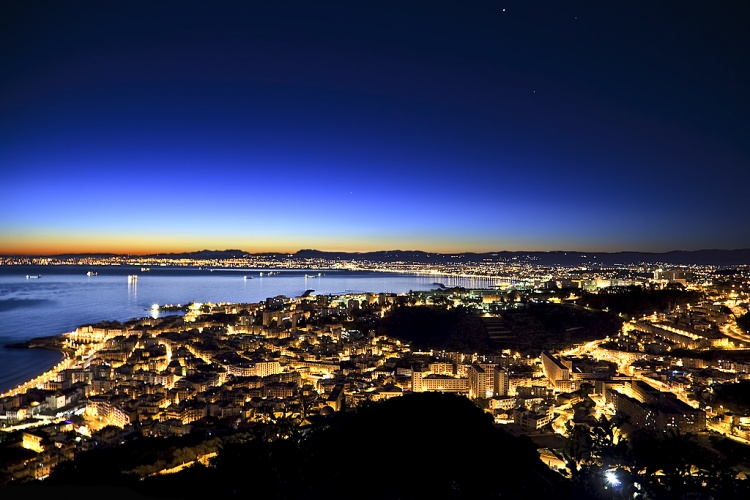
In 1933 entwarf Le Corbusier das Projekt „Fort l’Empereur“, eine Großwohnsiedlung mit Partizipation. Das Projekt wurde wieder aktuell in der Zeitschrift Forum 2/1962 von Bakema.

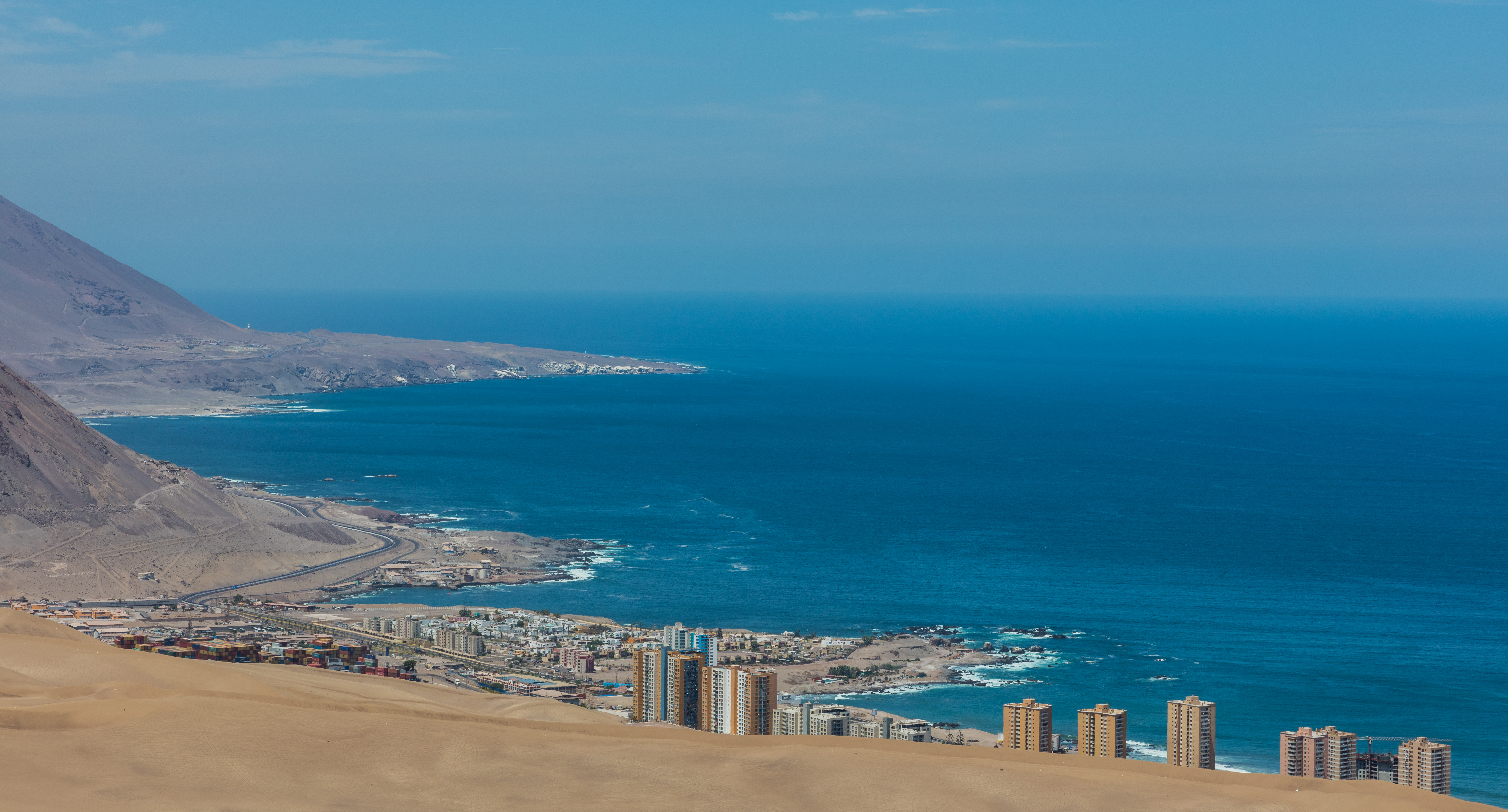
Sozialer Wohnungsbau mit Halb-Häusern in: Iquique Quinta Monroy 2004 (Abb.), Santiago 2007, Monterrey 2010, Constitución 2016, (Alejandro Aravena)

2013 Den Haag Bomenbuurt - Partizipation bei Bauten von bekannten Architekten (Berlage, Duiker u. a.). Der ursprüngliche und einwandfrei funktionierende Masterplan des Wohndistrikts Bomenbuurt stammt von Berlage aus den 1920er Jahren. Kürzlich wurde durch die Gemeindeverwaltung ein neuer Bestimmungsplan herausgegeben, um Partizipation durch Aufstockungen und Bauerweiterungen in den privaten Gärten zu stimulieren. Bei der Aufstockung eines Johannes-Duiker-Ensembles entstanden heftige Proteste von Umwohnenden, aber auch von bekannten Architekten. Herman Hertzberger, ein wichtiger Vertreter der Mitbestimmung, schrieb zu diesem Bauvorhaben: „Bedeutende Architektur (von Duiker, Wils, Dudok und anderen) muss im originalen Zustand erhalten bleiben. Man setzt doch auch kein Stockwerk auf das Gemeindemuseum in Den Haag von Berlage.“ Die Gemeindebeamten gingen nicht auf diese Proteste ein. (Abb. sh. unten)

## Entwicklungsphasen von 1961 bis heute
Der Beginn der Partizipationsbewegung kann mit dem Jahr 1961 angegeben werden als das Manifest De dragers en de mensen (Die Träger und die Menschen) von John Habraken erschien. Dass die neue Theorie in den 1960er Jahren mit Begeisterung aufgenommen wurde, kommt in den oben genannten Entwicklungen zum Ausdruck: 1962 beeinflusst die Theorie die bekannte Forum-Gruppe, 1965 wird Habraken Leiter der Forschungsgruppe SAR, 1967 wird er Leiter der neuen Architekturabteilung der TU Eindhoven und 1975 Dekan am MIT in Amerika. – Heute, mehr als fünfzig Jahre später, befindet sich die Partizipationsbewegung in einer andern Entwicklungsphase. Weltweit bestehen heute viele Partizipationsprojekte. Ein typisches Merkmal der Partizipation ist das bewusste Zusammenspiel von Fachleuten und Nichtfachleuten, was bei früheren Architekturströmungen wenig vorgekommen ist. Da der Wohnungsbau auch mit dem öffentlichen Raum in Verbindung steht, konnten Konflikte entstehen durch extreme Resultate der Bewohnerspartizipation. In der Fachliteratur wird dieser Konflikt mit der Überschrift „Möglichkeiten und Grenzen“ der Mitbestimmung angegeben. Im Gegensatz zum großen Optimismus der 1960er Jahre, als noch keine Partizipationsprojekte ausgeführt waren, besteht heute eine mehr kritische Haltung gegenüber den realisierten Projekten. Für die Umwohnenden besteht heute die Frage, wie sich eine benachbarte Partizipation auswirken kann auf mögliche Wertverminderungen? Was ist im öffentlichen Raum akzeptabel und was nicht? Müssen die Bewohner oder die Fachleute den öffentlichen Raum bestimmen? Wie verhält sich die neue Rollenverteilung? Entwickelt sich der Wohnungsbau mit Partizipation in die Richtung der Populärkultur? – Früher entstanden Wohngebiete und Wohnsiedlungen vielfach entsprechend den Regeln der Baukunst mit einem bestimmten Geschmacksniveau. Bei der Partizipationsbewegung bestehen viele unterschiedliche Geschmacksrichtungen.

## Städtebauliche Ensembles – Möglichkeiten und Grenzen
2012, Almere Homeruskwartier, „Stilmix“, Masterplan OMA. Die Entwürfe der Wohnhäuser stammen von verschiedenen Architekten und Hausbesitzern. Für eine Diskussion über „Möglichkeiten und Grenzen“ (Possibilities and Limitations, sh. Literatur) liefert das Homeruskwartier von Almere sehr unterschiedliche Baustile und Bau-Ensembles. Im Stadtplan von Almere liegt das Partizipationsprojekt mit rundem Grundriss auf der linken Seite. (Homeruskwartier: 0,1 von links / 0,7 von oben)

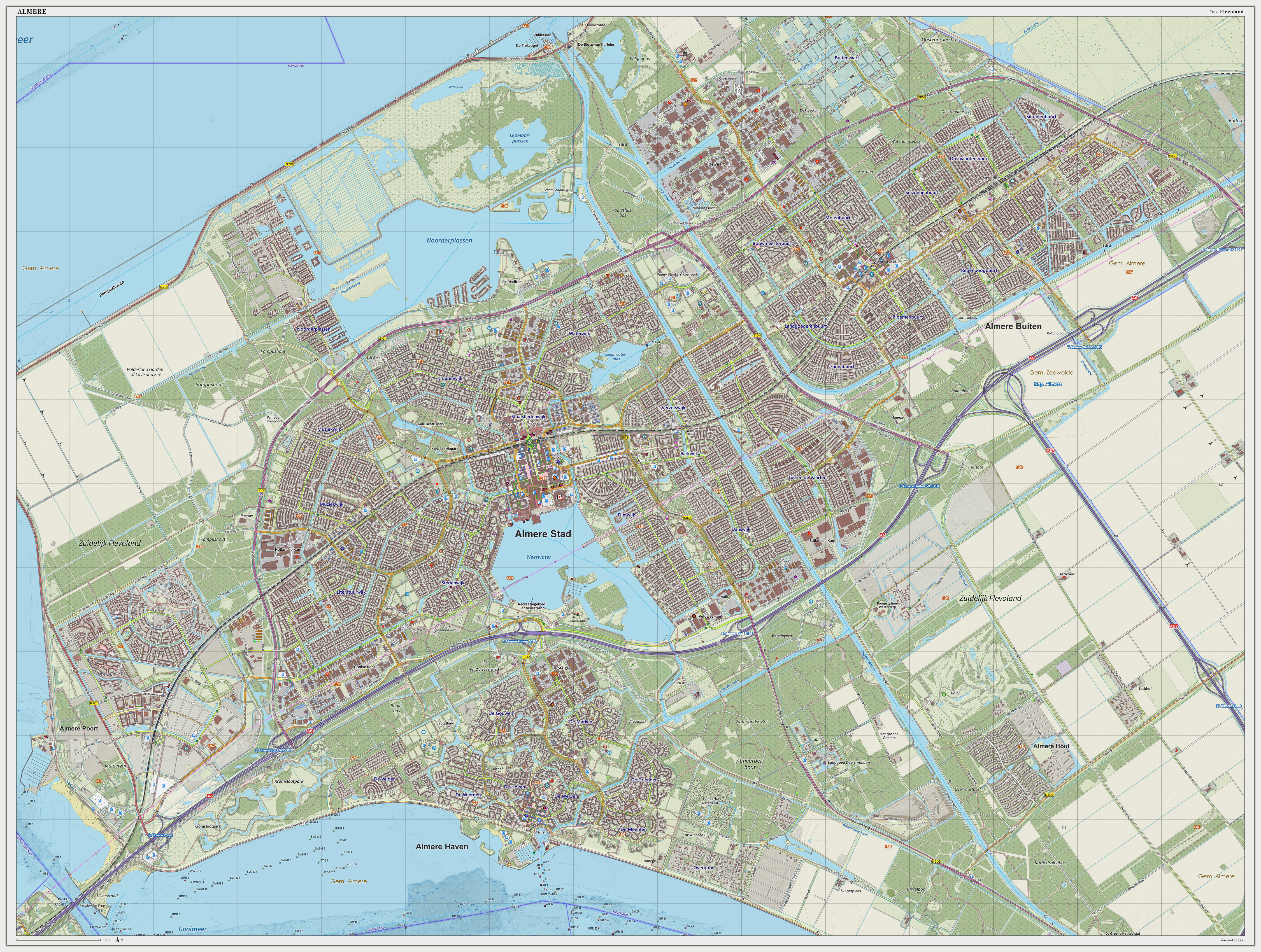
Almere
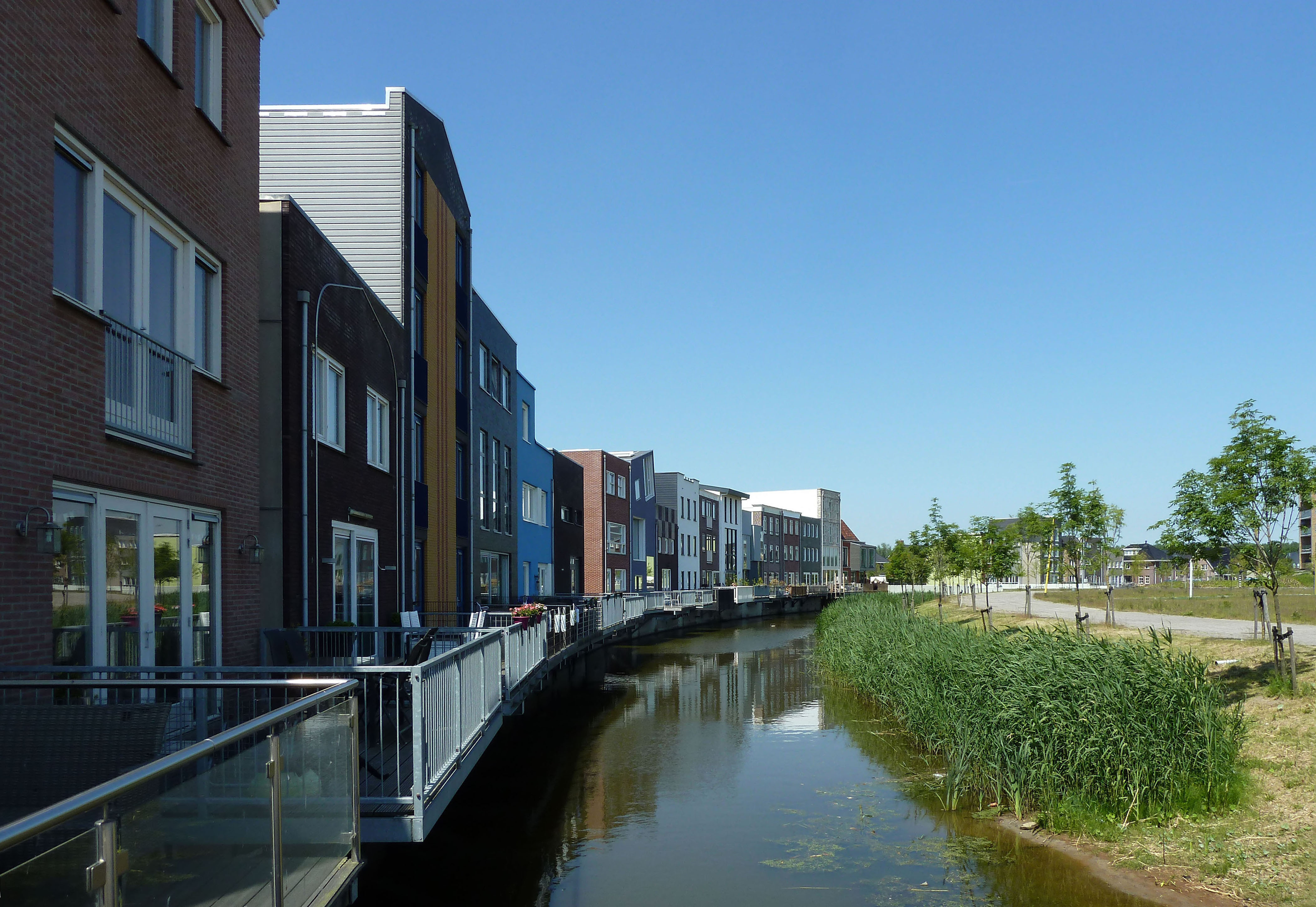
Aresstraat
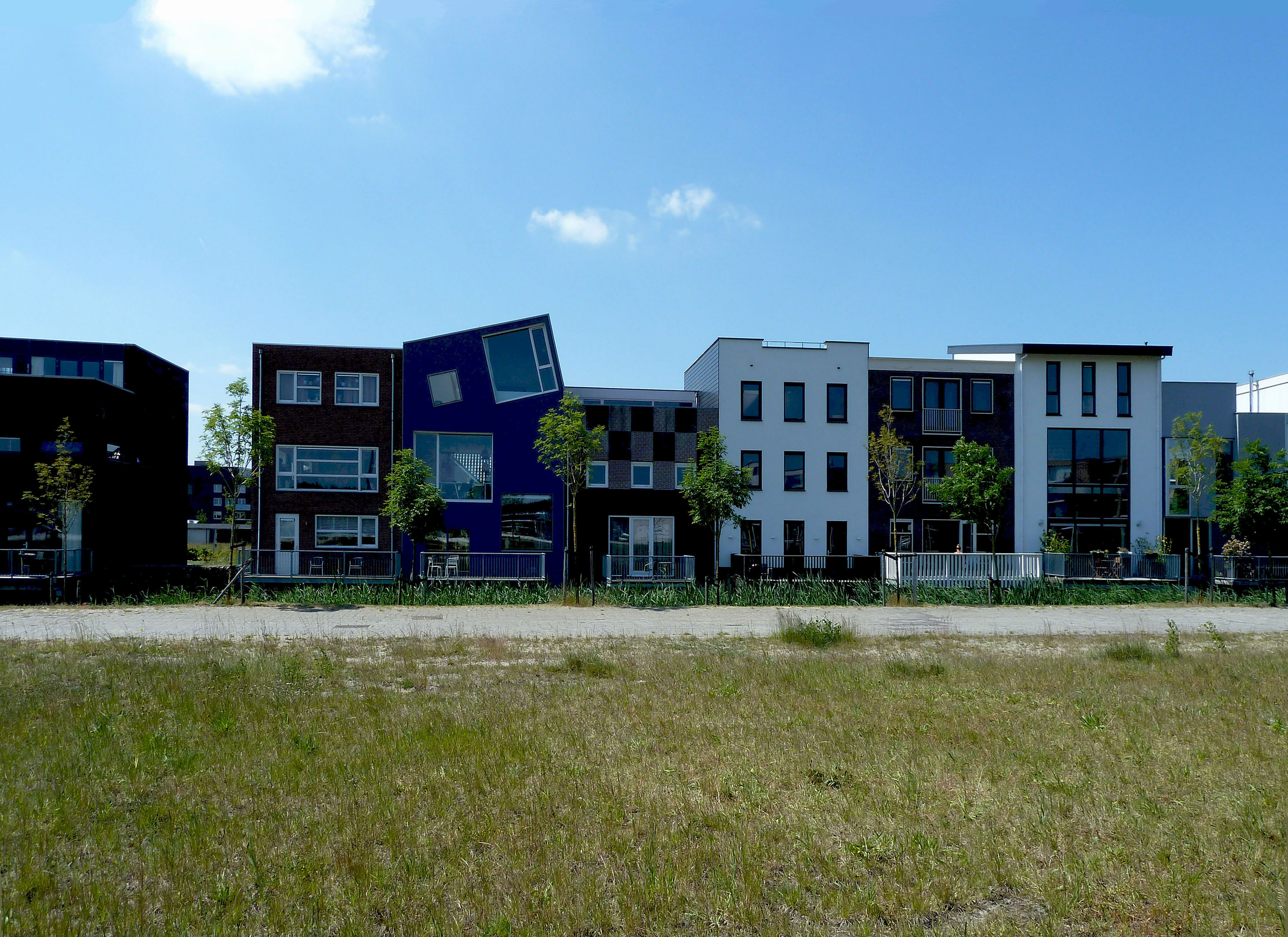
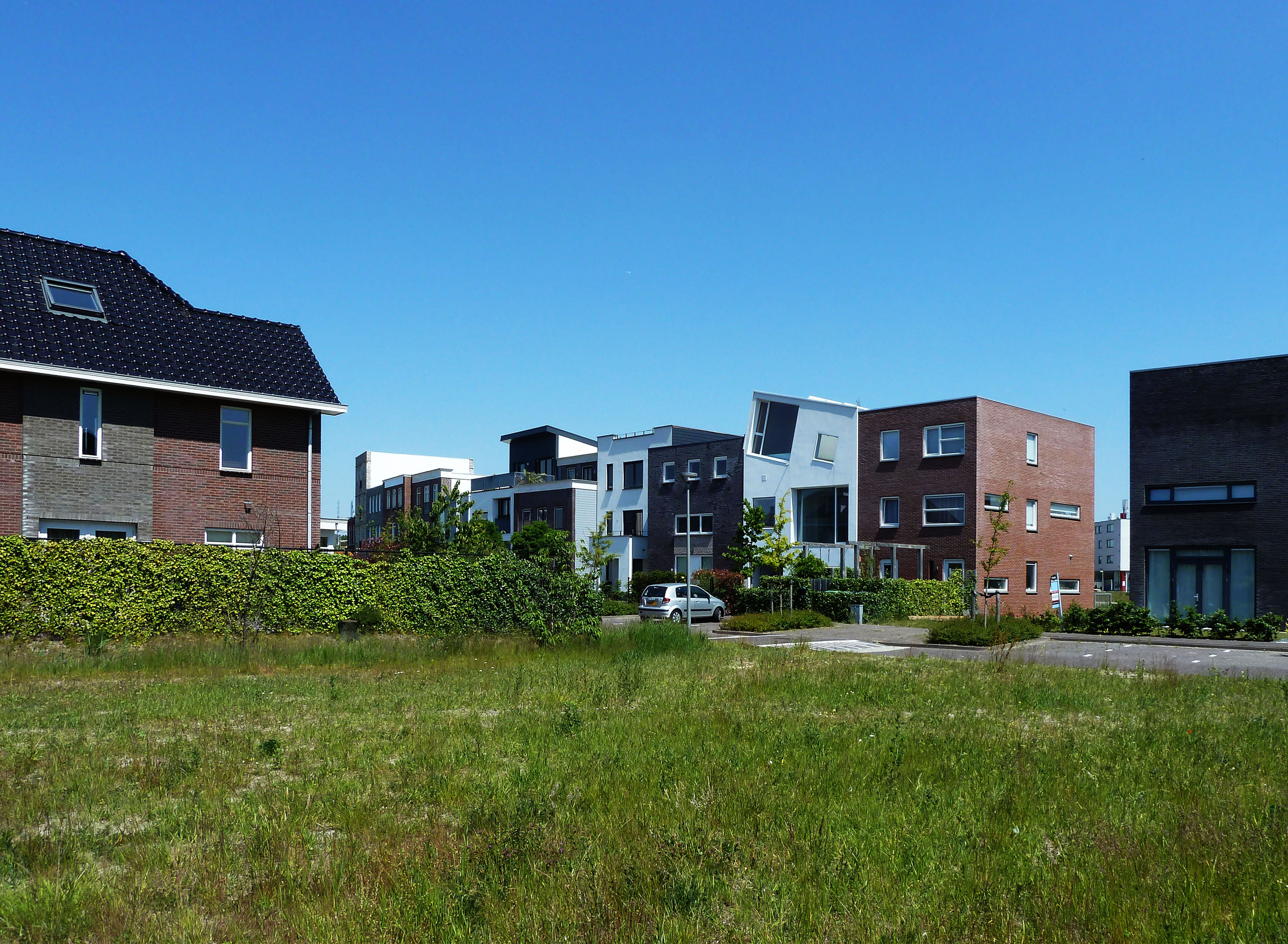
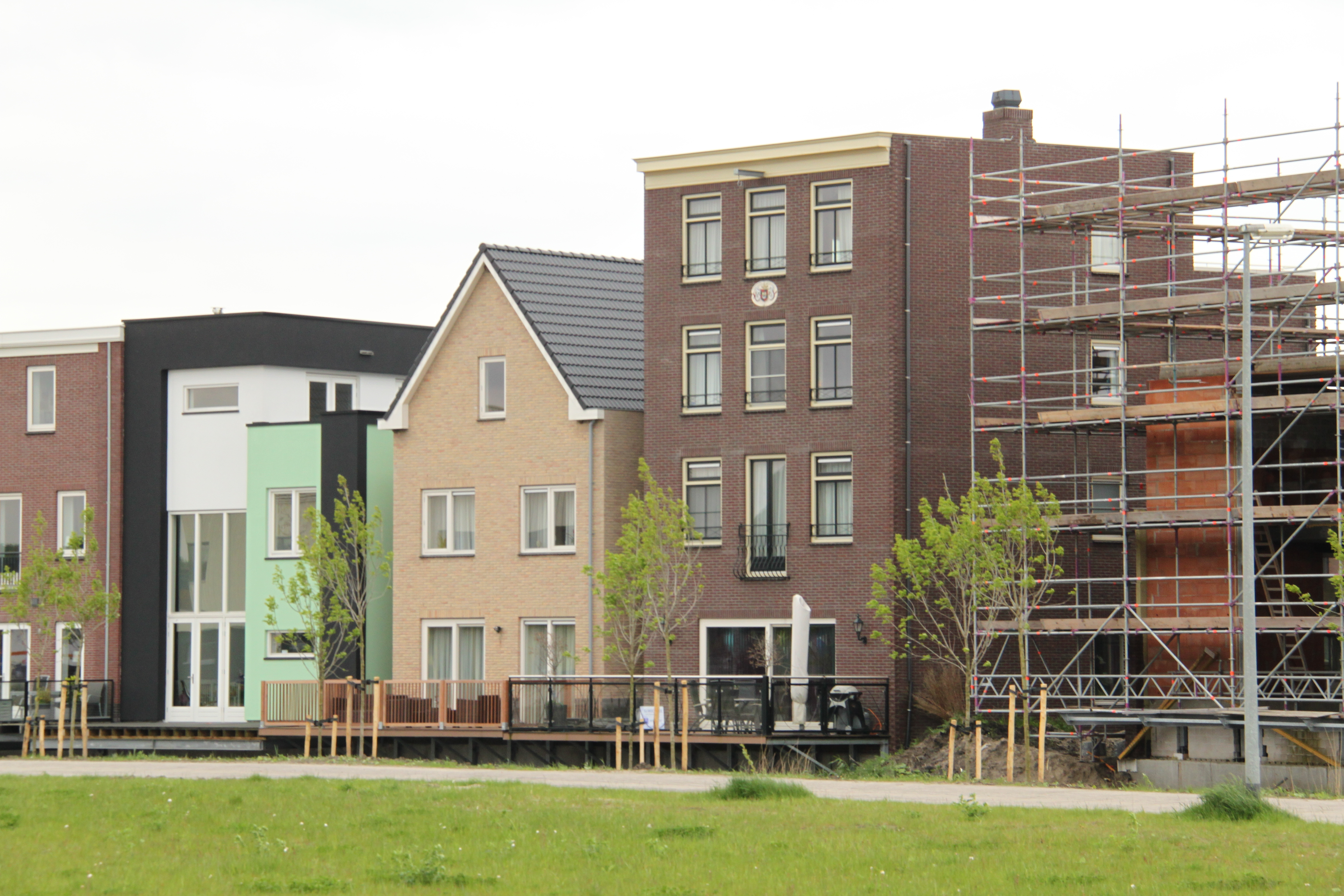
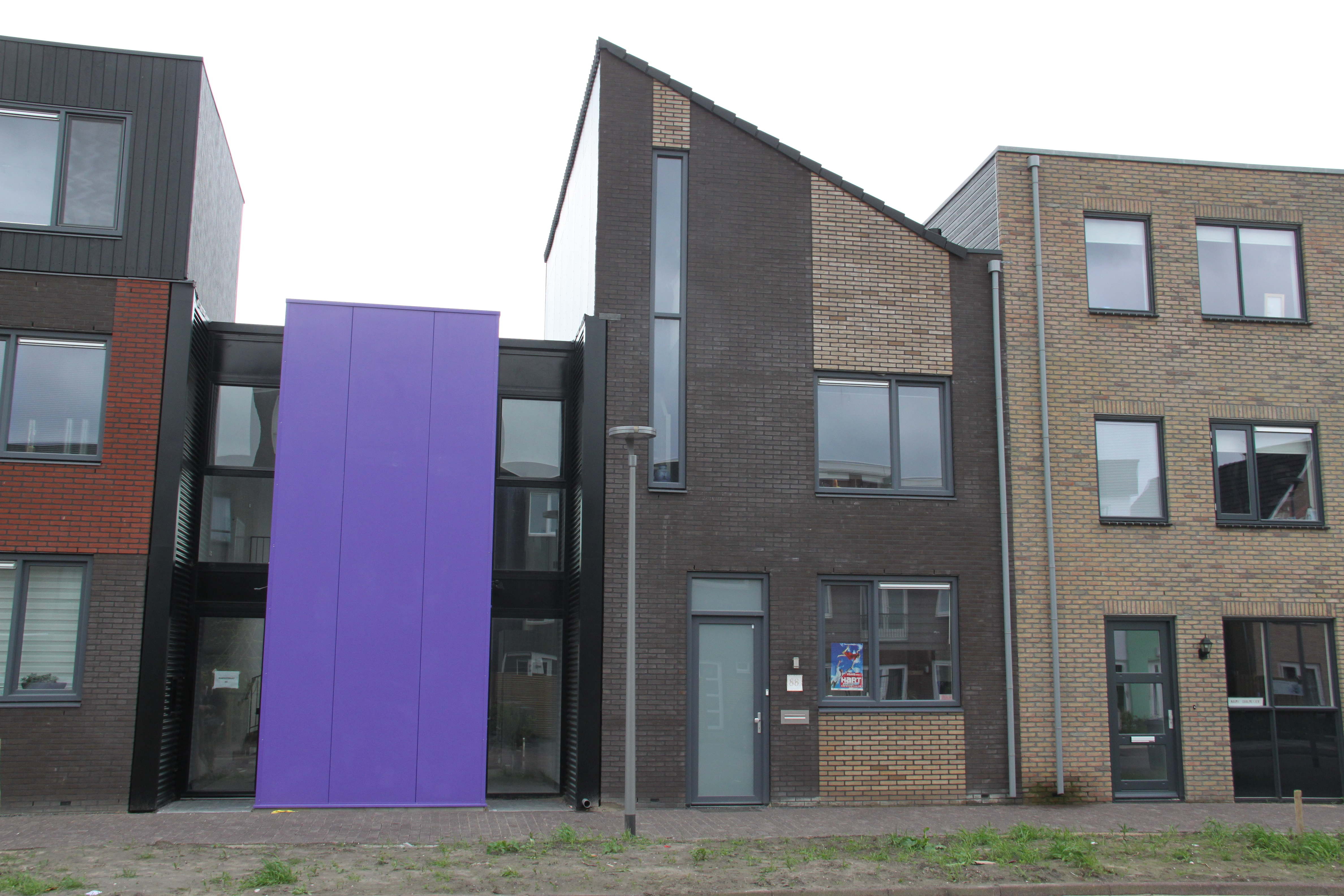

2013, Den Haag Bomenbuurt, „Partizipation bei Bauten von bekannten Architekten (Berlage, Duiker u.a.)“. Dieses Partizipationsprojekt in einem Wohngebiet von Berlage führte zu heftigen Diskussionen. Während die Gemeindebeamten das Projekt lancierten, protestierten Bewohner und Architekten gegen Verminkungen, unästhetische Aufstockungen und gegen 4 m hohe Ausbauten in den privaten Gärten. (Bomenbuurt: 0,3 von links / 0,4 von oben)

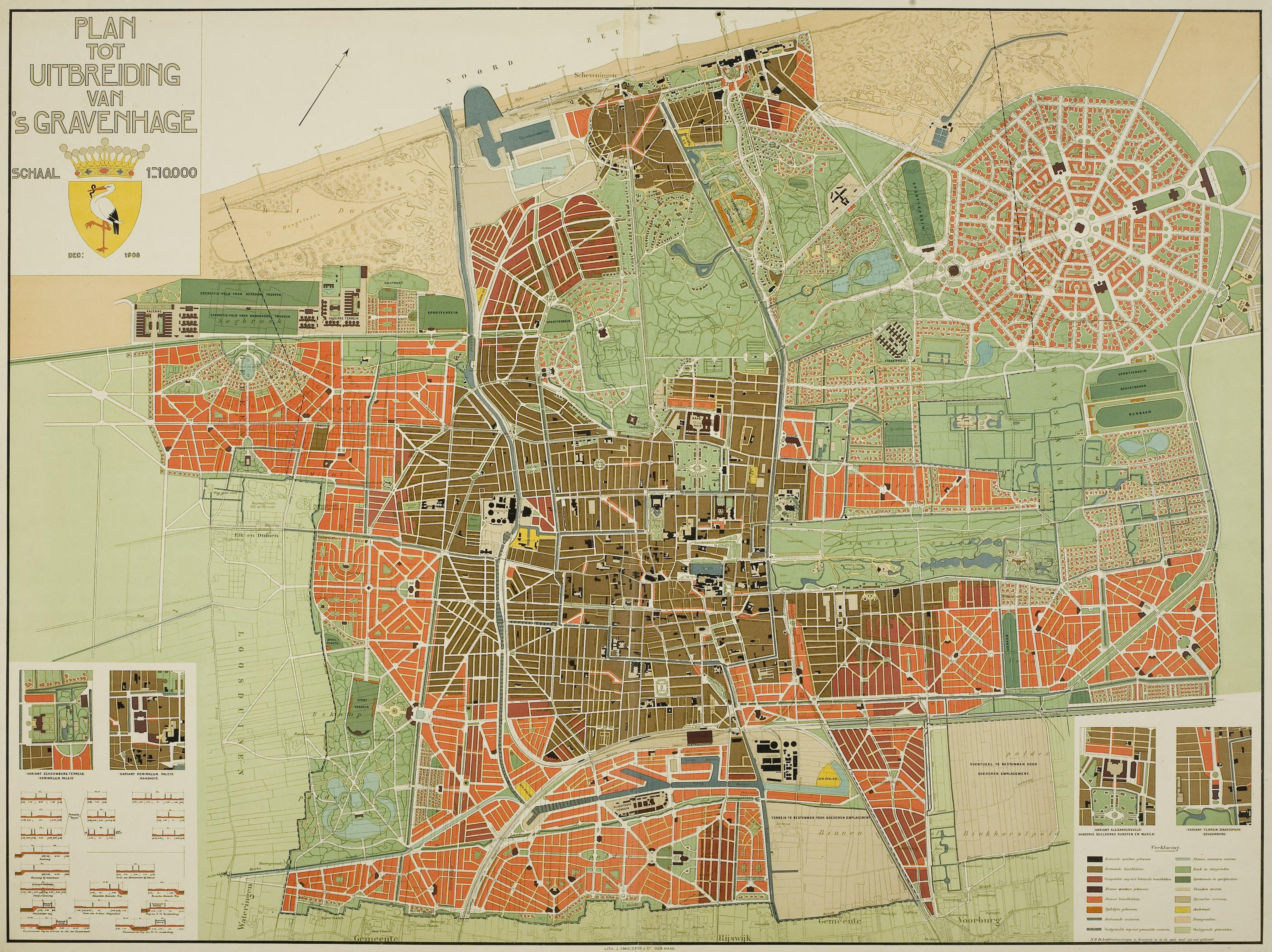
Den Haag, Strukturplan 1908 von Berlage mit Wohngebiet Bomenbuurt
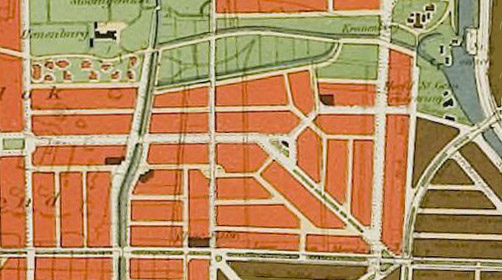
Bomenbuurt
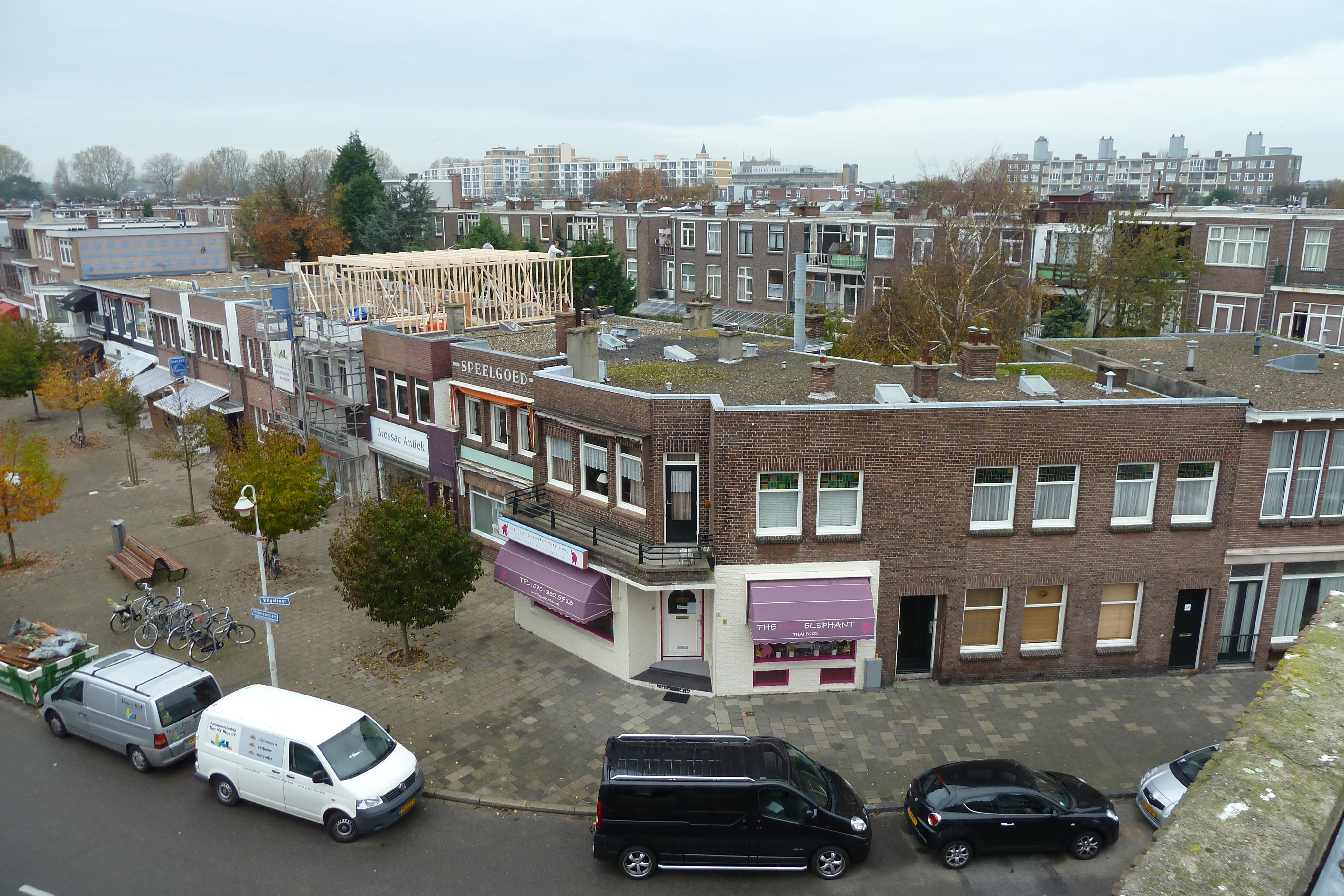
Aufstockung Jan-Duiker-Ensemble am Thomsonplein
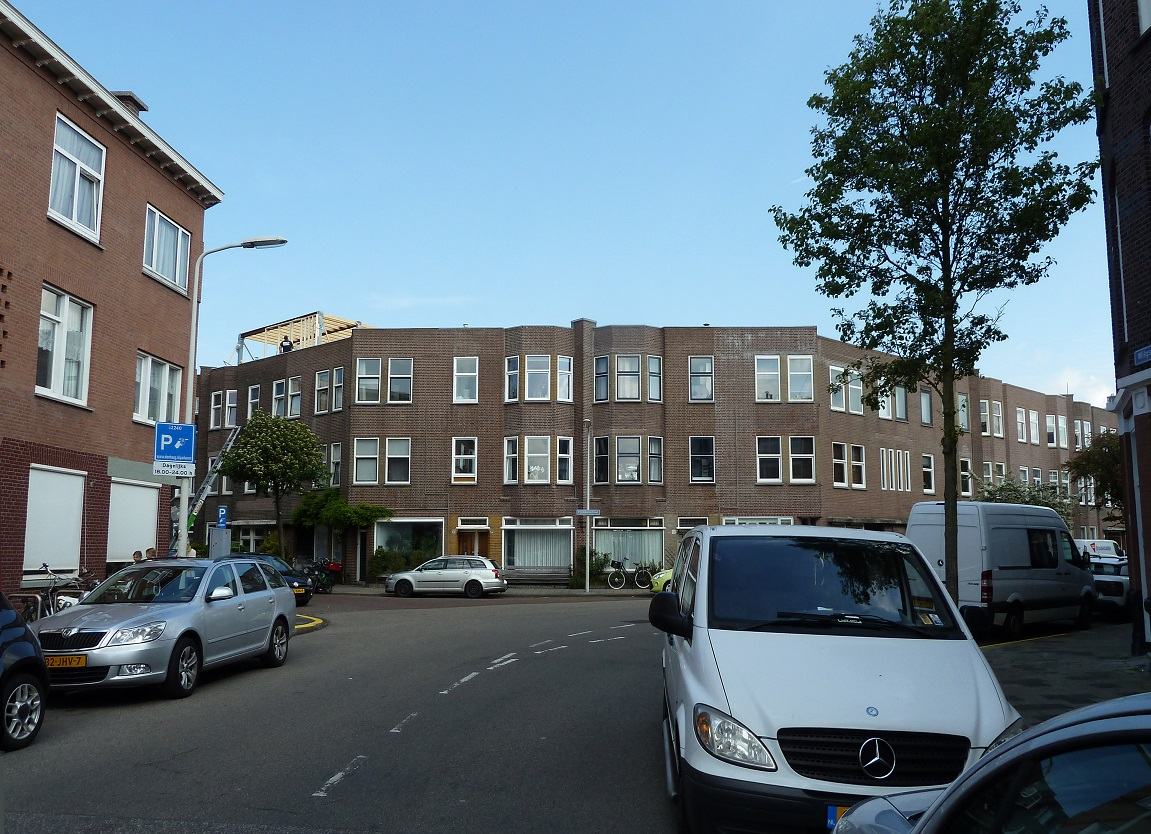
Pijnboomstraat
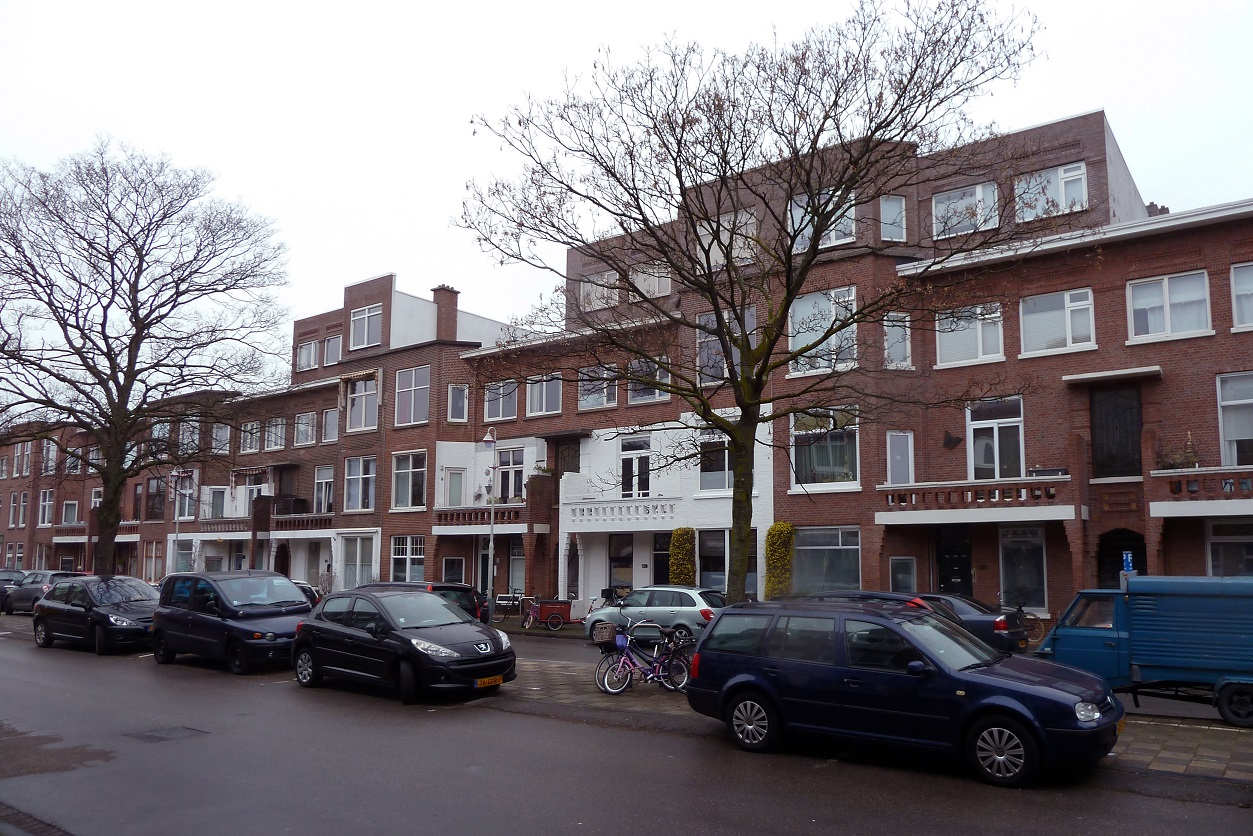
Thomsonlaan
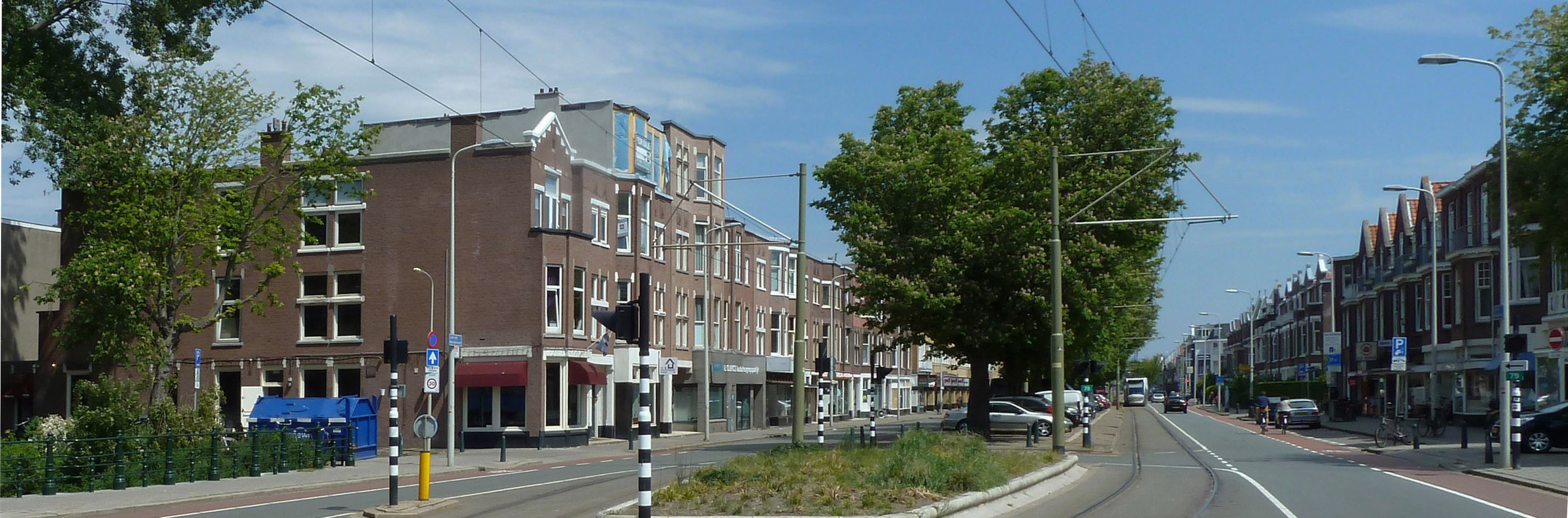
Laan van Meerdervoort

## Literatur

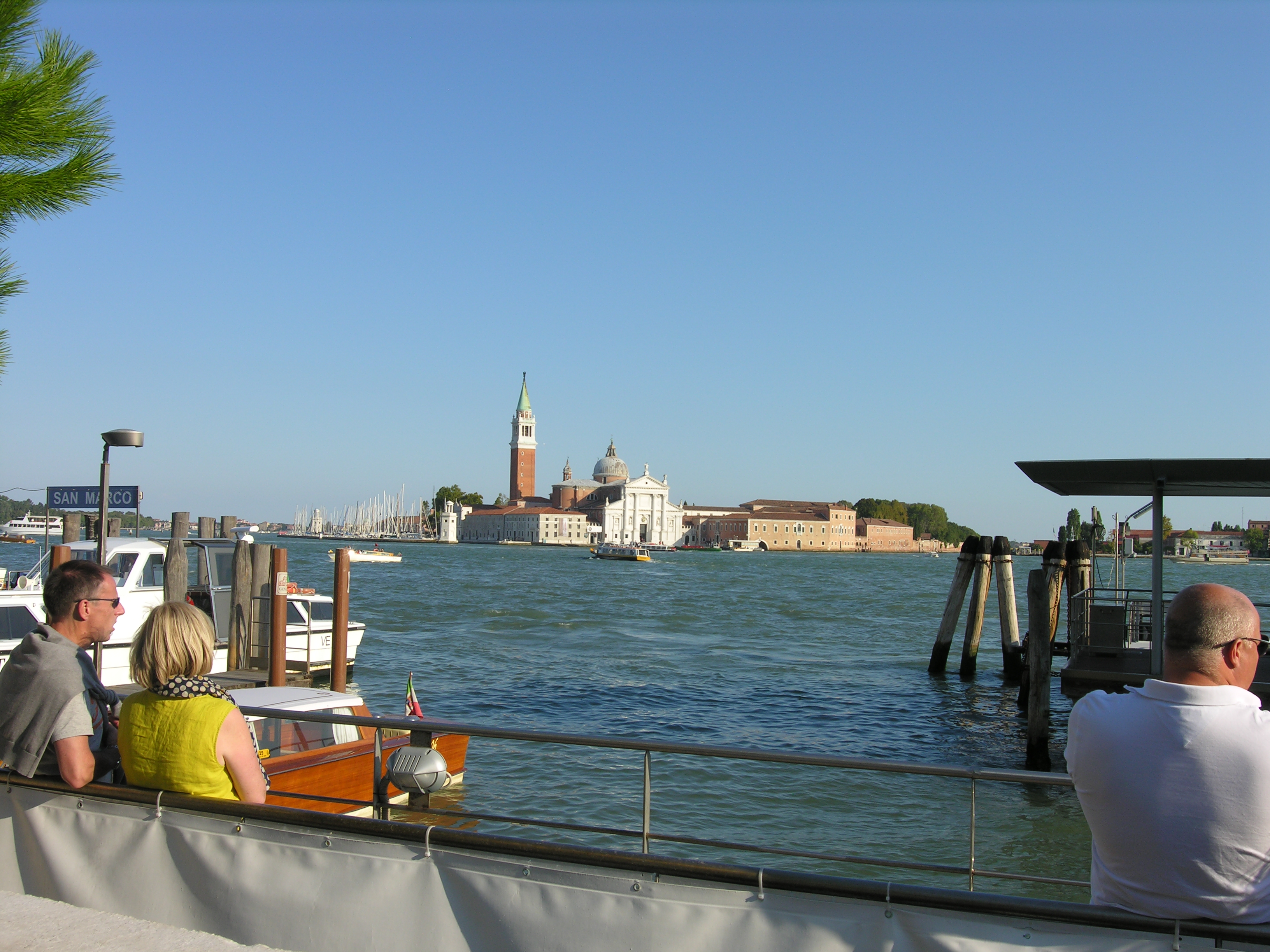
San Giorgio Maggiore in Venedig von Andrea Palladio. In „Palladio's Children“ geht Habraken ein auf die Architektur von Palladio.

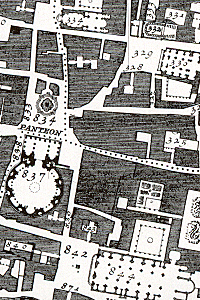
Forum 1/1964 von Habraken, "alltägliche Architektur" (grau), "besondere Architektur (weiß), Plan Rom von Giovanni Battista Nolli

## Online Video „De Drager“ (Die Träger und die Menschen)
- De Drager Interviews mit John Habraken, verschiedenen Architekten und Bewohnern über die Partizipation im Wohnungsbau (Video 2013)